# Kolonia Mostkowo
Kolonia Mostkowo – kolonia wsi Mostkowo w Polsce położona w województwie warmińsko-mazurskim, w powiecie ostródzkim, w gminie Łukta.
W latach 1975–1998 miejscowość należała administracyjnie do województwa olsztyńskiego.